# Albert Baur (Maler, 1835)

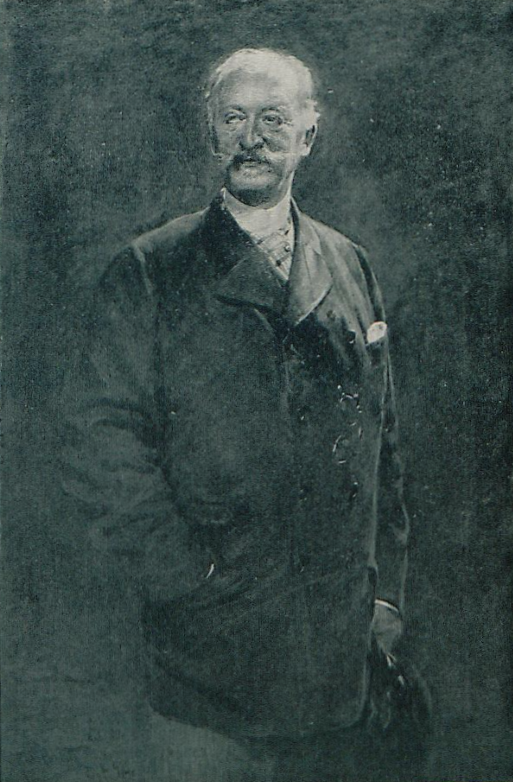
Herr Professor Albert Baur, Ferdinand Brütt (1894)

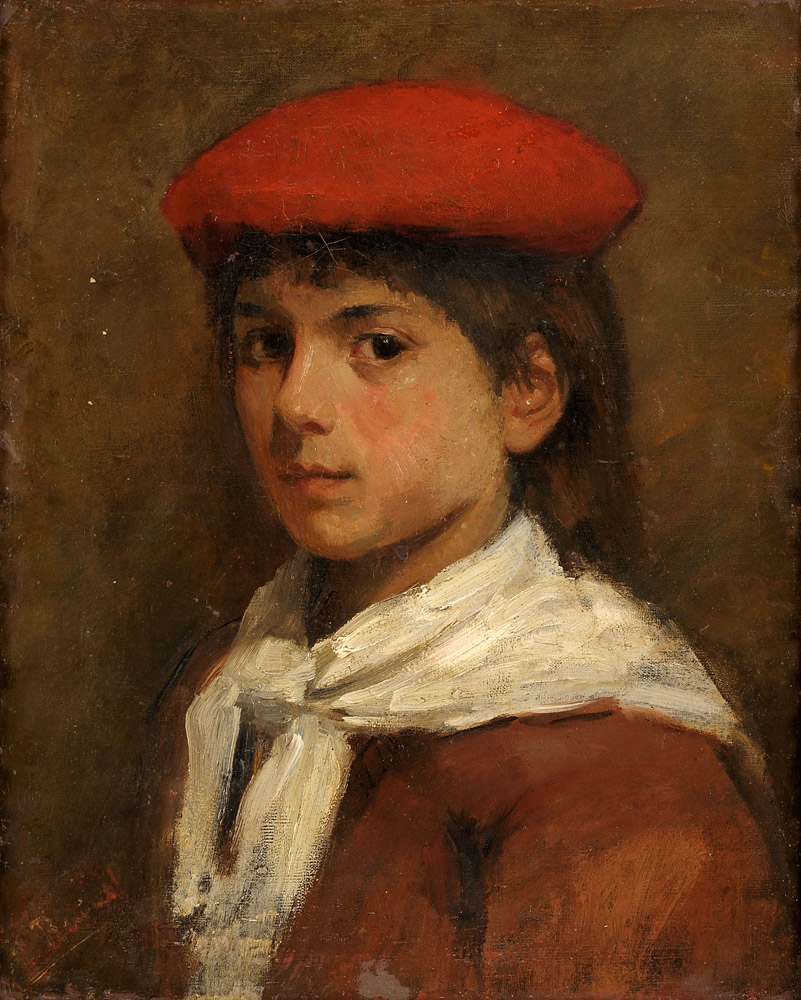
Die rote Baskenmütze

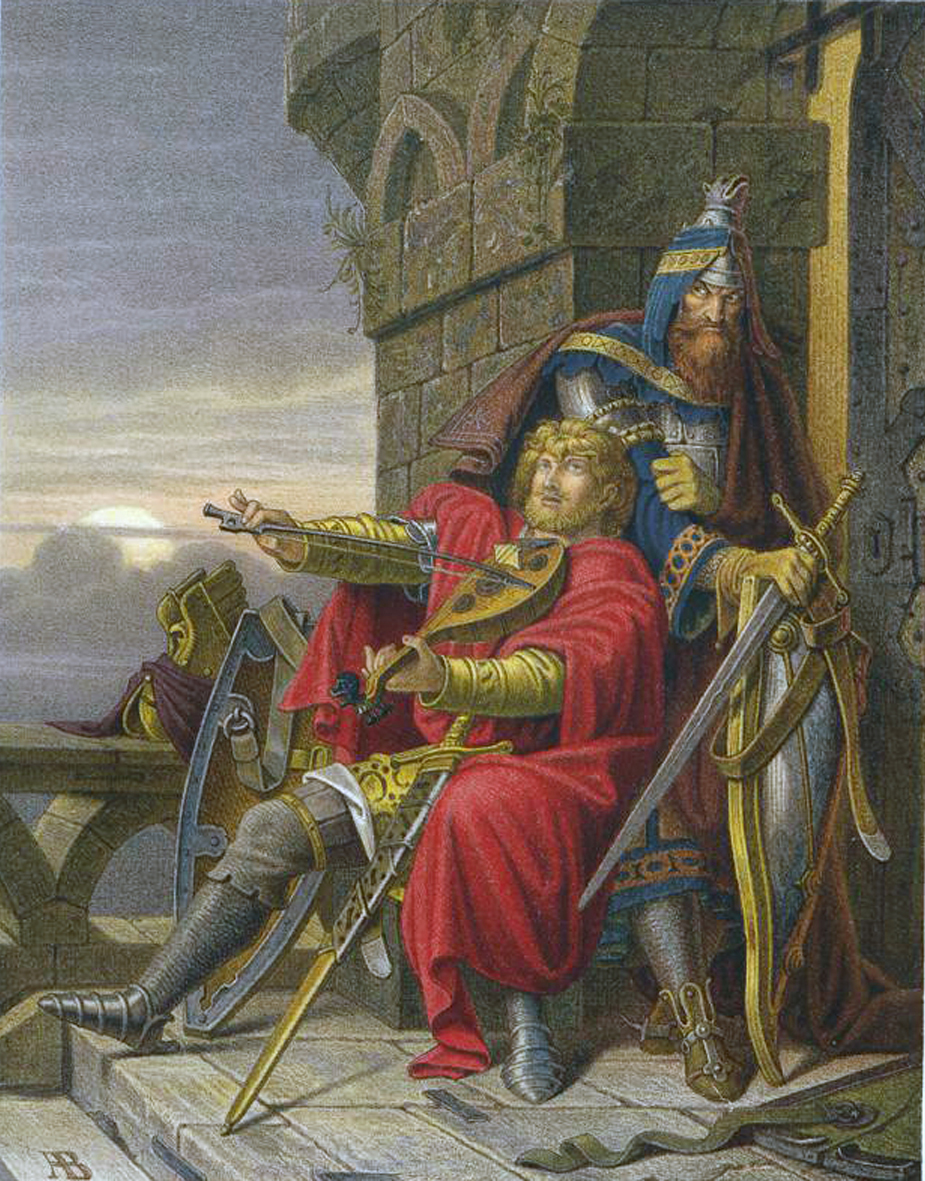
Illustration aus dem Düsseldorfer Künstleralbum (1866)

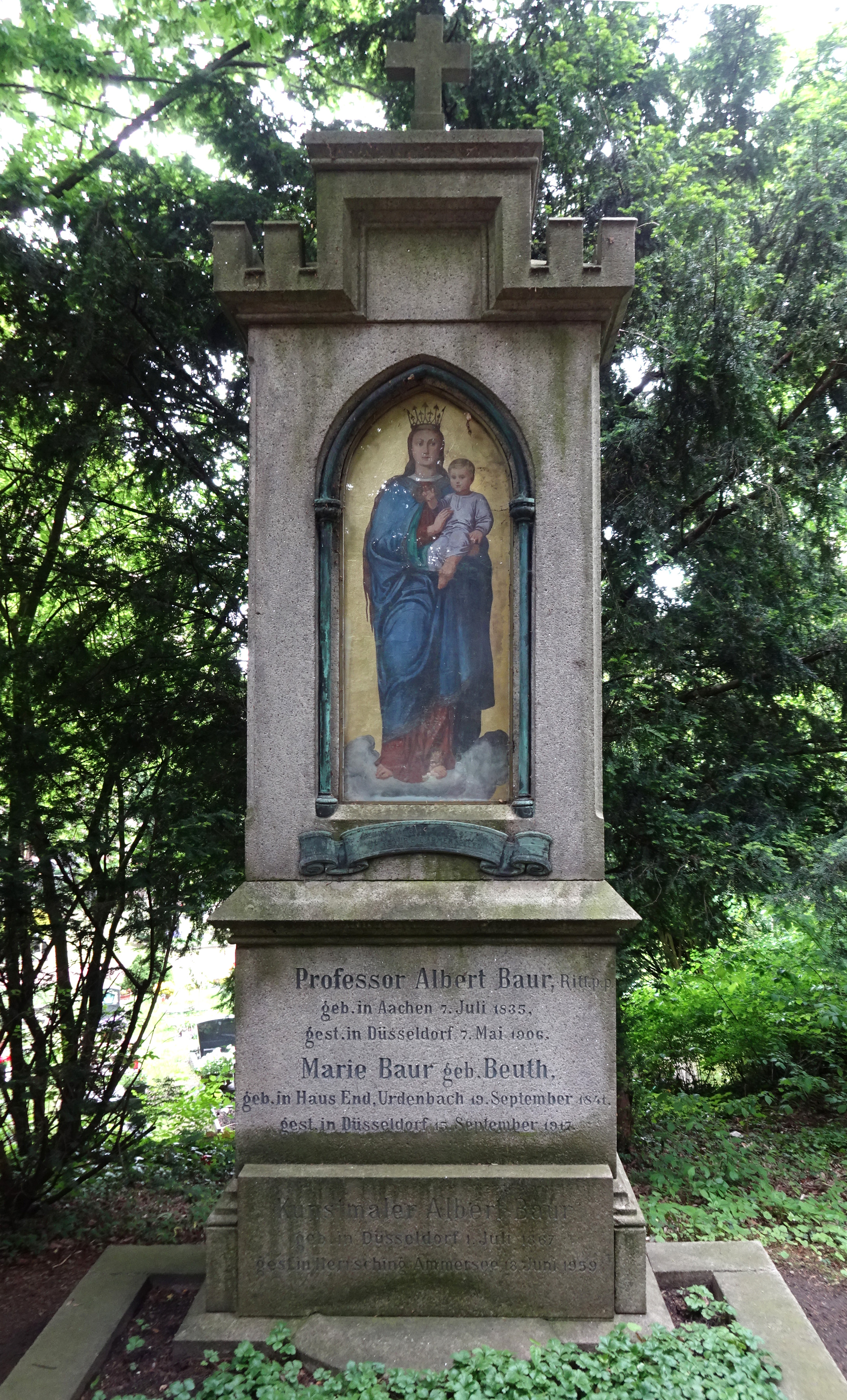
Grabstätte Baur auf dem Nordfriedhof (2019)

Albert Baur, auch Albert Baur der Ältere (* 7. Juli 1835 in Aachen; † 7. Mai 1906 in Düsseldorf), war ein deutscher Maler der Düsseldorfer Schule.

## Leben
Der aus einer Bankiersfamilie stammende Baur begann auf Wunsch seiner Eltern ein Medizinstudium in Bonn, das er aber 1854 abbrach, um an die Kunstakademie Düsseldorf zu gehen. Für diesen Wechsel soll der Eindruck ausschlaggebend gewesen sein, den die Karlsfresken in Aachener Rathaus auf ihn gemacht hatten. Er studierte Malerei 1854 privat bei Wilhelm Sohn, später bei Joseph Kehren und an der Akademie von 1855 bis 1857 bei Christian Köhler und Heinrich Mücke. 1860 wechselte er für zwei Jahre nach München als Schüler von Moritz von Schwind. 1861 leistete er seinen Militärdienst ab.
Nach Studienreisen durch Europa kehrte Baur 1874 nach Düsseldorf zurück und entwickelte sich, inspiriert von seinem Freund und Künstlerkollegen Heinrich Ludwig Philippi, in der Historienmalerei. Eines seiner ersten, schon großformatigen Bilder war die Überführung der Leiche Ottos III. über die Alpen nach Deutschland
1864 erhielt er bei einer Konkurrenz für die Ausschmückung des Schwurgerichtssaals in Elberfeld den ersten Preis und malte dort in matten Ölfarben das Jüngste Gericht. Diese Arbeit kam über seinen Freund Heinrich Ludwig Philippi zustande, dessen Vater Johann Friedrich Hector Philippi Präsident des Landgerichts in Elberfeld war.
1872 ging er als Professor an die Kunstschule in Weimar, 1876 wiederum nach Düsseldorf, wo er bis zu seinem Tod blieb und 1877 eine führende Rolle bei der Vorbereitung und Durchführung des Kaisersfests des Künstlervereins Malkasten übernahm. Er war vor allem als Maler von großformatigen Historienbildern sehr geschätzt. Für den damaligen Flügel des Neuen Rathauses Düsseldorf malte er die vier Nischenbilder Kunstpflege, Gewerbefleiß, Wissensdrang, Vaterlandsliebe und das große Wandgemälde Besitzergreifung Düsseldorfs durch die Brandenburger. Für das Textilmuseum der königlichen Weberschule in Krefeld arbeitete er Ende der 1880er Jahre an dem Zyklus der Darstellungen zur Geschichte der Seidenindustrie in Europa. Außer zwei grau in grau gemalte Nebenbildern malte Baur drei große figurenreiche Hauptgemälde, welche den Empfang der ersten Seidenraupeneier durch Kaiser Justinian, die Rückkehr des Königs Roger II. von seinem Feldzug gegen Griechenland nach Sizilien (Verpflanzung der Seidenraupenkultur von Griechenland nach Sizilien) und der Besuch König Franz I. von Frankreich in der ersten von ihm gegründeten Seidenfabrik, darstellten.

## Familie
Im September 1863 heiratete Albert Baur in Glehn die gebürtige Urdenbacherin Marie, eine geborene Beuth (* 19. September 1841 in Haus Endt; † 15. September 1917 in Düsseldorf). Sie hatten vier Kinder. Anna Maria Baur (1864–?), Mathilde Baur (1865–1911), welche 1886 den Juristen Gustav Talbot (1859–1921) heiratete, den Maler Albert Baur (1867–1959) und Maria Hubertine Baur (1870–?).
Die Grabstätte von Professor Albert Baur, Marie Baur geb. Beuth und Kunstmaler Albert Baur befindet sich auf dem Nordfriedhof Düsseldorf.

## Werke
- Paulus predigt den Juden in Rom
- Die Märtyrerin
- Versiegelung des Grabes Christi (Münchner Ausstellung 1879)
- Christliche Märtyrer (1870) (Museum Kunstpalast, Düsseldorf)
- Otto I. an der Leiche seines Bruders Thankmar (Städtische Galerie in Barmen)
- Die Tochter des Märtyrers (1886)
- Impluvium (Teich im Atrium)
- Pompejisches Interieur mit zwei Frauen und Kind (1873)
- Amazonen-Jagd (1876)
- Junger Dichter (1880)
- Liudger predigt das Evangelium an dem Ufer der Ems (1901, Städtisches Gymnasium Dionysianum, Rheine)
- Albrecht Dürer in Venedig, Masken-Fest in der Tonhalle, 2. März 1889, [Programm]. Bagel, Düsseldorf 1889 (Digitalisat)

Illustrationen (Auswahl)

Digitalisierte Ausgaben der Universitäts- und Landesbibliothek Düsseldorf:
- In: Friedrich Bodenstedt (Hrsg.): Album deutscher Kunst und Dichtung. Mit Holzschnitten nach Originalzeichnungen der Künstler, ausgeführt von R. Brend’amour. Grote, Berlin 1867 (urn:nbn:de:hbz:061:2-184).
- In: Gustav Wendt: Balladenkranz: aus deutschen Dichtern gesammelt. Grote, Berlin 1866 (urn:nbn:de:hbz:061:2-1665).
- In: Alfred Rethel: Bilder-Cyclus aus dem Leben Karls des Grossen. Fresco-Gemälde im Krönungssaale zu Aachen. Gezeichnet nach den Original-Wandgemälden von Albert Baur und Joseph Kehren. Grumbach, Leipzig, 1870 (urn:nbn:de:hbz:061:2-940).
- In: Düsseldorfer Bilder-Mappe : Original-Zeichnungen. – Berlin: Grote, 1866. (urn:nbn:de:hbz:061:2-1138).
- In: Endrulat, Bernhard: Ein Kaiserfest im „Malkasten“ zu Düsseldorf : und 11 in Holzschnitt ausgeführten Originalzeichnungen. Voß, Düsseldorf 1878. (urn:nbn:de:hbz:061:2-164).
- In: Bund, Ludwig (Hrsg.). Lieder der Heimath: Eine Sammlung der vorzüglichsten Dichtungen im Bilderschmucke deutscher Kunst. Breidenbach, Düsseldorf 1868.  (urn:nbn:de:hbz:061:2-1174).
- In: Diethoff, E.: Vom Rhein. Bilder und Geschichten aus alter und neuer Zeit. Payne, Leipzig 1871. (urn:nbn:de:hbz:061:2-1197).
- Einweihungsfest. (urn:nbn:de:hbz:061:2-35002).
- Fest zu Ehre des Vorstandes aus den Jahren 1864, 1865, 1866. (urn:nbn:de:hbz:061:2-35017).